# Cratichneumon melanosomus
Cratichneumon melanosomus là một loài tò vò trong họ Ichneumonidae.